# Pyrgocythara
Pyrgocythara is een geslacht van weekdieren uit de klasse van de Gastropoda (slakken).

## Soorten
- Pyrgocythara albovittata (C. B. Adams, 1845)
- Pyrgocythara angulosa McLean & Poorman, 1971
- Pyrgocythara annaclaireleeae (García, 2008)
- Pyrgocythara cinctella (Pfeiffer, 1840)
- Pyrgocythara crassicostata (C. B. Adams, 1850)
- Pyrgocythara danae (Dall, 1919)
- Pyrgocythara densestriata (C. B. Adams, 1850)
- Pyrgocythara dubia (C. B. Adams, 1845)
- Pyrgocythara emersoni Shasky, 1971
- Pyrgocythara emeryi Fargo, 1953
- Pyrgocythara filosa Rehder, 1943
- Pyrgocythara fuscoligata (Carpenter, 1856)
- Pyrgocythara guarani (d'Orbigny, 1841)
- Pyrgocythara hamata (Carpenter, 1865)
- Pyrgocythara helena (Dall, 1919)
- Pyrgocythara hemphilli Bartsch & Rehder, 1939
- Pyrgocythara juliocesari Fernández-Garcés & Rolán, 2010
- Pyrgocythara laqueata (Reeve, 1846)
- Pyrgocythara mairelae Fernández-Garcés & Rolán, 2010
- Pyrgocythara melita (Dall, 1919)
- Pyrgocythara mighelsi (Kay, 1979)
- Pyrgocythara nodulosa Sysoev & Ivanov, 1985
- Pyrgocythara plicosa (C. B. Adams, 1850)
- Pyrgocythara scammoni (Dall, 1919)
- Pyrgocythara subdiaphana (Carpenter, 1864)
- Pyrgocythara urceolata Rolán & Otero-Schmitt, 1999
- Pyrgocythara vicina (C. B. Adams, 1850)